# Spyglass guest
Spyglass guest is het derde studioalbum van Greenslade

## Inleiding
Repetities voor de opnamen vonden plaats in een kerk in Middlesex. Achteraf werd geconstateerd dat er weinig onderlinge uitwisseling was tijdens het uitwerken van de nummers, daar waar dat bij de eerste twee albums wel het geval was. Dave Greenslade kon zich niet meer herinneren waarom individualistischer werd gewerkt; de sfeer was nog prima. Toen de groep met geluidstechnici Gregg Jackman en Lindsay Kidd de Morgan Studios (nr. 3) indook, werd dat individualistisch voortgezet. Zo speelt Dave Greenslade niet mee op de nummers van Dave Lawson en ook bassist Tony Reeves was ook vaak afwezig. De reden werd gezocht in de vele optredens, die de band bezig hielden. Zo gaf Dave Greenslade aan Lawson min of meer de opdracht om een werk voor hemzelf te schrijven waarbij Greenslade dan even buiten beeld bleef. Zo speelde Greenslade niet mee op Red light en Rainbow.
De manier van werken leidde ertoe dat de band behoefte had aan een muziekproducent van buitenaf. Het werd Jeremy Ensor, die ooit bassist was bij Principal Edwards Magic Theatre, maar in 1974 roadie bij Greenslade. De opnamen hadden ook dan nog te lijden onder de optredens, die gewoon doorliepen tijdens de opnamesessies van 15 mei tot 6 juni 1974 (eigenlijk wilde de band 13 mei beginnen). In tegenstelling tot voorgaande albums waar de nummers door directe samenwerking tot stand kwamen (live opgenomen), nam voor Spyglass guest ieder zijn eigen partij op. 
Een andere afwijking ten opzichte van de eerste twee elpees was de inschakeling van een gitarist; het werd Clem Clempson, net als Greenslade en Reeves uit Colosseum. Andere gastmusici waren Andy Roberts en Graham Smith; zij werden uitgenodigd naar idee van Greenslades vrouw, die in die tijd als secretaresse werkte voor Tony Stratton-Smith, oprichter van Charisma Records. 

## Musici
- Dave Greenslade – hammondorgel, Fender Rhodes, Mellotron, Clavinet, ARP, harmonium (niet op Little red fry-up, Rainbow, Red light  )
- Dave Lawson -  Fender Rhodes, Clavinet, ARP en sopraansaxofoon op Little red fry-up, maar speelt niet mee op Spirit of the dance)
- Tony Reeves – basgitaar
- Andrew McCulloch – drumstel, percussie

Met
- Clem Clempson - elektrische gitaar op Little red fry-up en Siam seesaw
- Andy Roberts – akoestische gitaar op Siam seesaw
- Graham Smith – viool op Joie de vivre

## Muziek
| Nr. | Titel                                                          | Duur |
| --- | -------------------------------------------------------------- | ---- |
| 1.  | Spirit of the dance (M: Greenslade)                            | 5:08 |
| 2.  | Little red fry-up (M/T: Lawson)                                | 5:11 |
| 3.  | Rainbow (M/T: Lawson)                                          | 4:20 |
| 4.  | Siam seesaw (M: Reeves)                                        | 4:43 |
| 5.  | Joie de vivre (M: Greenslade, T: Martin Hall)                  | 8:25 |
| 6.  | Red light (M/T: Lawson)                                        | 2:27 |
| 7.  | Melancholic race (M: Greenslade)                               | 4:15 |
| 8.  | Theme for an imaginairy western (M: Jack Bruce, T: Pete Brown) | 3:52 |

Theme for an imaginary western van Jack Bruce is de enige cover, die Greenslade in hun beperkte oeuvre zou opnemen. Het stamt uit de periode van de band Colosseum waar Greenslade, Reeves en Bruce deel van uit maakten. Lawson zag echter niets in het nummer, hij voelde dat het niet paste bij de band. Desalniettemin zong hij de zangpartijen in, niet geremd door het herstel van een klaplong. Bijzonder resultaat was dat het bij sommige fans het lievelingsnummer van Greenslade werd.
Voor Joie de vivre werd een externe tekstschrijver ingeschakeld. Dave Greenslade had wel de muziek, maar kon niet op een geschikte tekst komen. Zijn muziekuitgeverij stelde daarop Martin Hall voor. Het werd een surrealistische tekst, waar Greenslade ook in de 21e eeuw geen touw aan vast kon knopen. Drummer Andrew McCulloch opperde om het daarin voorkomende Spyglass guest (uit de regel "Spyglass guest at the feast") als titel voor het album te gebruiken.
Spyglass guest was het enige album van de band dat de Britse hitlijsten haalde; die weken met een piek op plaats 34. Het album passeerde Nederland en België geruisloos, alhoewel rond de release Greenslade optrad tijdens het Bilzen Jazz Festival. In Nederland was in augustus en september 1974 vooral de vader van Dave Greenslade, Arthur Greenslade, in het nieuws als orkestleider bij optredens van Shirley Bassey. Lou van Rees had ze gestrikt voor een concert in het Concertgebouw op 19 september 1974. 
Paul Rijkens keek in februari 2019 terug op dit album vanwege een heruitgave met bonustracks (BBC opnamen) via Esoteric Recordings. Hij constateerde in IO Pages 155 dat Greenslade op dit album zeer goed overweg kon op met name het Hammondorgel en harmonium. 